# Елой Ром
Елой Ром (нід. Eloy Room, нар. 6 лютого 1989, Неймеген) — нідерландський футболіст, воротар клубу «Вітесс» та національної збірної Кюрасао.

## Клубна кар'єра
Займався футболом в академіях клубів СКЕ, НЕК та «Уніон», після чого потрапив в академію «Вітесс». У 2008 році він був переведений в першу команду і 8 березня 2009 року він дебютував в Ередивізі проти «Волендама» (0:1). Після того як влітку 2010 року Піт Велтхейзен покинув клуб, Ром став основним воротарем команди. Проте наступного року Велтхейзен повернувся і Елой знову став запасним, через що у сезоні 2013/14 виступав на правах оренди за «Гоу Ехед Іглз».
Після повернення до «Вітесса» Ром поступово виграв конкуренцію у Велтхейзена і з початку 2015 року став основним воротарем клубу. У 2017 році Елой допоміг команді вперше в історії виграти Кубок Нідерландів. Наразі встиг відіграти за команду з Арнема 73 матчі в національному чемпіонаті.

## Виступи за збірні
3 березня 2010 року провів єдиний матч у складі молодіжної збірної Нідерландів в товариській грі проти Словенії.
У 2015 році новий тренер збірної Кюросао Патрік Клюйверт вирішив запросити Рома і 6 червня 2015 року він дебютував в офіційних матчах у складі національної збірної Кюрасао в товариській грі проти збірної Тринідаду і Тобаго (1:0), по завершенні якого був названий гравцем матчу. 
У складі збірної був учасником розіграшу Золотого кубка КОНКАКАФ 2017 року у США.
Наразі провів у формі головної команди країни 8 матчів.

## Досягнення
- Володар Кубка Нідерландів: 2016/17
- Чемпіон Нідерландів: 2017–18
- Переможець Карибського кубка: 2017